# Eilema auriflava
Eilema auriflava là một loài bướm đêm thuộc phân họ Arctiinae, họ Erebidae.